# Концлагерь терпимости
Концлагерь терпимости (англ. The Death Camp of Tolerance) — 14 эпизод 6 сезона (№ 93) сериала «Южный парк», его премьера состоялась 20 ноября 2002 года. В эпизоде мистер Гаррисон отчаянно пытается добиться увольнения со своей работы учителя четвёртого класса. Вместо этого, в качестве наказания за нетерпимость к поведению мистера Гаррисона учеников посылают в «лагерь терпимости». Автором сценария и режиссёром серии является Трей Паркер, серия получила рейтинг TV-MA в Соединённых Штатах.

## Сюжет
Мистер Гаррисон снова возвращается к преподаванию в четвёртом классе. Узнав, что если его уволят за гомосексуальность, то он сможет на этом заработать, засудив школу на 25 миллионов долларов, мистер Гаррисон начинает сам добиваться своего увольнения, найдя себе нового помощника — мистера Мазохиста. На уроке Гаррисон за проступки учеников бьёт мистера Мазохиста, а потом вообще засовывает ему в задний проход хомячка. За то, что дети проявили недовольство их выходками, детей отправляют в музей толерантности. (Музей, видимо, пародирует Музей толерантности в Лос-Анджелесе (проект Центра Визенталя), в котором, в числе прочего, «посетителей знакомят с проявлениями нетерпимости в обычной жизни»). После посещения музея, дети перестают посещать уроки мистера Гаррисона и его помощника Мазохиста, и директор школы совместно с родителями решают направить детей в концлагерь терпимости, чтобы научить их терпимее относиться к окружающим. В лагере с детьми сурово обращаются, заставляя бесконечно рисовать картинки на тему терпимости; измождённых трудом узников куда-то утаскивают надзиратели.
Вскоре после этого мистеру Гаррисону присуждают награду за «мужество». Награждение происходит в зале Музея Терпимости. Всё ещё пытаясь добиться увольнения, Гаррисон появляется на награждении в ярком нелепом костюме с накладным фаллосом, верхом на Мазохисте — полуголом и в шлеме. Во время церемонии Гаррисон отпускает пошлые шутки, но присутствующие, несмотря на то, что шокированы его поведением, считают его выходки проявлением смелости и аплодисментами поддерживают его; учителю это надоедает, и он признаётся в своих намерениях. Он напоминает зрителям, что такое поведение для учителя недопустимо, и проводит грань между разумной терпимостью и одобрением любого девиантного поведения. Родители понимают, что их дети были недовольны не геями вообще, а конкретно «этим педрилой». После этого исхудавших, измождённых детей освобождают из лагеря, но сажают мистера Гаррисона и Мазохиста — «за нетерпимость к себе». Уже перед лагерем изо рта мистера Мазохиста выползает хомячок.

## Пародии
- Лагерь терпимости, показанный как чёрно-белое кино про нацистские концлагеря, является пародией на «Список Шиндлера». Начальником лагеря работает стереотипный суровый офицер в сверкающих сапогах.

- Сцены, где песчанка (в русской версии «gerbil» переведено как «хомячок») Леммивинкс проходит через помощника Мистера Гаррисона, пародирует сюжет книги «Хоббит, или Туда и обратно» и мультфильмов, поставленных по её мотивам. Также Леммивинкс путешествует под специально написанную песню «Баллада о Леммивинксе»[3].